# Saint-Jean-Kourtzerode
Saint-Jean-Kourtzerode (en alemany Sankt Johann-Kurzerode) és un municipi francès situat al departament del Mosel·la i a la regió del Gran Est. L'any 2007 tenia 750 habitants. Té una escola elemental integrada dins d'un grup escolar.
Després de la Guerra dels Trenta Anys el territori escaigué a França el 1661. Després de la Guerra francoprussiana va tornar a Alemanya pel Tractat de Frankfurt del 1871. Després de la primera guerra mundial va tornar a França. Durant la segona guerra mundial va ser anexionada pel Tercer Reich.

## Demografia
El 2007 la població de fet de Saint-Jean-Kourtzerode era de 750 persones. Hi havia 197 famílies, i 208 habitatges.

### Economia
El 2007 la població en edat de treballar era de 664 persones. Dels 21 establiments que hi havia el 2007, 3 eren d'empreses alimentàries, 3 d'empreses de fabricació d'altres productes industrials, 5 d'empreses de construcció, 4 d'empreses de comerç i reparació d'automòbils, 2 d'empreses d'informació i comunicació, 1 d'una empresa financera i 3 d'empreses de serveis.
Dels cinc establiments autònoms que hi havia el 2009, un taller de reparació d'automòbils i de material agrícola, tres fusteries i una empresa de construcció.
L'any 2000 hi havia quatre explotacions agrícoles.